# لوك أند كي
لوك أند كي (بالإنجليزية: lock & Key) هو مسلسل درامي رعب أمريكي خارق للطبيعة تم عرض المسلسل في 7 فبراير 2020 أخرجه كارلتون كوس، ميريديث أفريل وآرون إيلي كوليت، استنادًا إلى سلسلة الكتب المصورة التي تحمل الاسم نفسه لجو هيل
تم عرضه لأول مرة على نتفليكس في 7 فبراير 2020. المسلسل من بطولة داربي ستانتشفيلد، كونور جيسوب، إميليا جونز، جاكسون روبرت سكوت، لايسلا دي أوليفيرا، بيتريس جونز، وغريفين جلوك.
أعلنت نتفليكس في مارس 2020 أنه تم تجديد المسلسل لموسم ثانٍ ومن المقرر عرضه لأول مرة في عام 2021. في ديسمبر 2020، قبل العرض الأول للموسم الثاني، تم تجديد المسلسل لموسم ثالث.

## قصة
بعد مقتل ريندل لوك على يد الطالب السابق سام ليسر، قررت زوجته نينا الانتقال مع أطفالها الثلاثة، تايلر وكينزي وبودي، من سياتل إلى ماثيسون، ماساتشوستس، واتخاذ الإقامة في منزل عائلة ريندل، بيت المفاتيح. سرعان ما يكتشف الأطفال عددًا من المفاتيح الغامضة في جميع أنحاء المنزل والتي يمكن استخدامها لفتح الأبواب المختلفة بطرق سحرية. ومع ذلك، سرعان ما أدركوا وجود كيان شيطاني يبحث أيضًا عن مفاتيح أغراضه الخبيثة. 

## طاقم التمثيل

### شخصيات أساسية
- داربي ستانشفيلد في دور نينا لوك، أم عائلة لوك
- كونور جيساب في دور تايلر لوك، الابن البكر لعائلة لوك
- إميليا جونز بدور كينزي لوك، الابنة الوسطى والوحيدة لعائلة لوك
- جاكسون روبرت سكوت بدور بودي لوك، الابن الأصغر لعائلة لوك.
- بيتريس جونز في دور سكوت كافنديش، وهو طالب بريطاني مخرج أفلام في أكاديمية ماثيسون، وصديق كينزي.

ليسلا دي أوليفيرا في دور دودج، سيدة البئر في بيت المفاتيح، والتي تم الكشف عنها ككيان شيطاني.
- غريفين غلوك في دور غايب، طالب جديد في أكاديمية ماثيسون، وصديق كينزي.

### شخصيات متكررة
- بيل هيك بدور ريندل لوك، أب العائلة المتوفى
- آرون أشمور في دور دانكين لوك، الأخ الأصغر لرينديل
- شيري ساوم بدور إيلي ويدن، صديقة قديمة لرينديل التي واعدت أفضل صديق لرينديل لوكاس في المدرسة الثانوية ومعلمة التربية البدنية في أكاديمية ماثيسون
- توماس ميتشيل بارنيت بدور سام ليزر، طالب رينديل الذي أطلق النار وقتل رينديل
- كيفن ألفيس في دور هافي، صديق تايلر، وهو في فريق الهوكي معه في أكاديمية ماثيسون
- جينيفيف كانغ بدور جاكي فيدا، الفتاة التي يعشقها تايلر
- هاليا جونس بدور ايدن هوكينز، أفضل صديقة لـ جاكي
- كولتون ستيوارت في دور برينكر مارتن، صديق جافى
- أشا برومفيلد بدور زادي ويلز، أحد أصدقاء سكوت
- جيسي كاماتشو في دور دوغ برازيل، أحد أصدقاء سكوت
- إريك جرايس بدور لوجان كالواي، طالب معاق في أكاديمية ماثيسون
- فيليكس مالارد بدور لوكاس كارافاجيو، صديق ريندل المقرب من المدرسة الثانوية وحب إيلي الأول
- ستيفن ويليامز بدور جو ريدجواي، عميد الصف الحادي عشر ومعلم اللغة الإنجليزية في تايلر في أكاديمية ماثيسون
- كوبي بيرد في دور روفوس ويدون، ابن إيلي بالتبني وحارس كيهاوس ؛ إنه مفتون بالجيش والسلاح.

## إصدارات
في 2019، أعلنت نتفليكس أن المسلسل سيصدر في 7 فبراير 2020 في الولايات المتحدةو كندا.
في 8 يناير 2020، أصدرت نتفليكس مقطعًا دعائيًا رسميًا للمسلسل. 
أقيم العرض العالمي الأول في 5 فبراير 2020 في هوليوود، كاليفورنيا. 

## روابط خارجية
- لوك أند كي على موقع IMDb (الإنجليزية)
- لوك أند كي على موقع روتن توميتوز (الإنجليزية)
- لوك أند كي على موقع نتفليكس (الإنجليزية)
- لوك أند كي على موقع كينوبويسك (الروسية)
- لوك أند كي على موقع ألو سيني (الفرنسية)
- لوك أند كي على موقع قاعدة بيانات الفيلم (الإنجليزية)